# Stepani
Stepani so naselje v Slovenski Istri, ki upravno spada pod Mestno občino Koper. 